# Kallima nodrica
Kallima nodrica är en fjärilsart som beskrevs av Jean Baptiste Boisduval 1832. Kallima nodrica ingår i släktet Kallima och familjen praktfjärilar. Inga underarter finns listade i Catalogue of Life.